# Thérèse Encrenaz
Thérèse Encrenaz   (Lilla, 1946) (nascuda Thérèse Gounon) és una científica planetària francesa que «va tenir un paper destacat en el desenvolupament de la planetologia a Europa».
La seva investigació es refereix a les atmosferes extraterrestres, especialment als planetes i cometes del Sistema Solar. És directora de recerca del CNRS, emèrita, afiliada a l'Observatori de París.

## Educació i carrera professional
Encrenaz va néixer el 10 de març de 1946. Després d'estudiar a l'Institut Goddard d'Estudis Espacials, a la Universitat de París i a l'Observatori de París, va obtenir un diplôme d'études approfondies el 1968, un doctorat de troisième cycle el 1969, i un doctorat d'état el 1975.
Com a directora de recerca del Centre Nacional de la Recerca Científica (CNRS) de l'Observatori de París, va dirigir els laboratoris DESPA i LESIA, i va passar a ser vicepresidenta de l'observatori, abans de retirar-se com a directora de recerca emèrita.
Va ser editora en cap de la revista Planetary and Space Science del 2002 al 2007.

## Reconeixements
L'asteroide 5443 Encrenaz, descobert el 1991, va ser anomenat en honor seu.
Ha rebut la Medalla de Plata del CNRS de 1998, el Prix Jules Janssen de 2007 de la Societat Astronòmica de França, la Medalla David Bates de la Unió Europea de Geociències el 2010, el Prix Deslandres de l'Acadèmia Francesa de Ciències el 2014, i el Premi Kuiper de la Societat Astronòmica Americana el 2021.
Va ser elegida membre de l'Acadèmia Europaea el 2002.
Va ser nomenada cavaller de la Legió d'Honor el 2009 i oficial el 2019.

## Selecció de publicacions
Encrenaz és autora o editora de molts llibres sobre planetologia, que inclouen:
- The Solar System.  Intereditions/CNRS, 1987. Junt amb Jean-Pierre Bibring.[8][9]
- Infrared Astronomy with ISO.  Nova, 1992. Junt amb M. F. Kessler.[10]
- Comet Science: The Study of Remnants from the Birth of the Solar System.  Belin/CNRS, 1995. Junt amb Jacques Crovisier.[11][12]
- The Outer Planets and their Moons: Comparative Studies of the Outer Planets prior to the Exploration of the Saturn System by Cassini-Huygens.  Springer, 2005. Junt amb R. Kallenbach, Tobias Owen, i Christophe Sotin.
- Searching for Water in the Universe.  Springer, 2006.[13]
- The New Worlds: Extrasolar Planets.  Springer, 2007. Junt amb Fabienne Casoli.
- Planetary Systems: Detection, Formation and Habitability of Extrasolar Planets.  Springer, 2009. Junt amb Marc Ollivier, Françoise Roques, Franck Selsis, i Fabienne Casoli.[14]
- Life beyond Earth: The Search for Habitable Worlds in the Universe.  Cambridge University Press, 2013. Junt amb Athena Coustenis.[15][16][17][18]
- Planets: Ours and Others; from Earth to Exoplanets (en anglès).  World Scientific, 2013.[19][20]
- The Exoplanets Revolution.  EDP Sciences, 2020. Junt amb James Lequeux i Fabienne Casoli.
- Planets and Life.  EDP Sciences, 2021. Junt amb James Lequeux i Fabienne Casoli.

## Vida personal
Encrenaz es va casar amb Pierre Encrenaz, un altre astrònom.